# Velflín
Velflín či Volflín († 1367) byl nepomucký rychtář a otec Jana Nepomuckého.
Podle historika Jaroslava Václava Polce byl Velflín místní zemědělec nebo řemeslník. Dříve se předpokládalo, že Velflínovo jméno není jméno křestní, nýbrž jeho příjmení. Vít Vlnas však soudí, že byl Velflín německého původu, poněvadž považuje Velflínovo jméno za zdrobnělinu od německého tvaru Wolfgang. K tomuto názoru se přikláněl i Jaroslav Václav Polc. Mezi lety 1355–1367 zastával Velflín úřad nepomuckého rychtáře. Do této funkce ho jmenoval pomucký opat, s čímž mu také přidělil právo k souzení zločinců, kteří by byli chyceni na panství pomuckého kláštera. Jaroslav Václav Polc se na základě toho, že Velflínovi úřad propůjčila klášterní vrchnost, domníval, že žil Velflín zřejmě křesťanským životem. O Velflínově manželce není nic moc známo, ovšem údajně prý byla příslušnice pomuckého rodu Hasilů a snad ve 40. letech 14. století se páru narodil syn Jan. Velflín zemřel patrně v roce 1367, jelikož v červnu 1369 o něm píše Jan Nepomucký již jako o mrtvém.